# Bier in de Caraïben

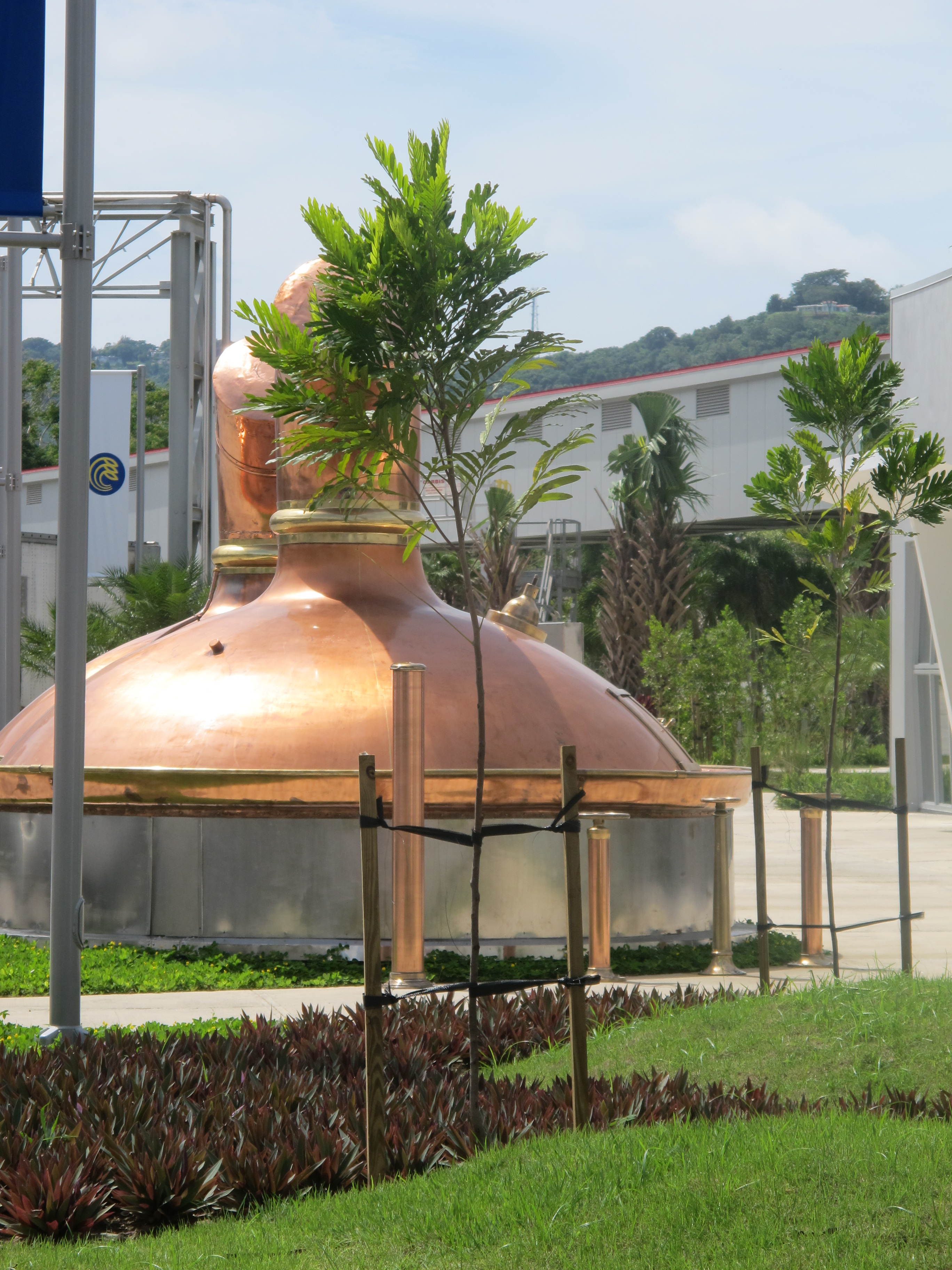
Compañía Cervecera de Puerto Rico

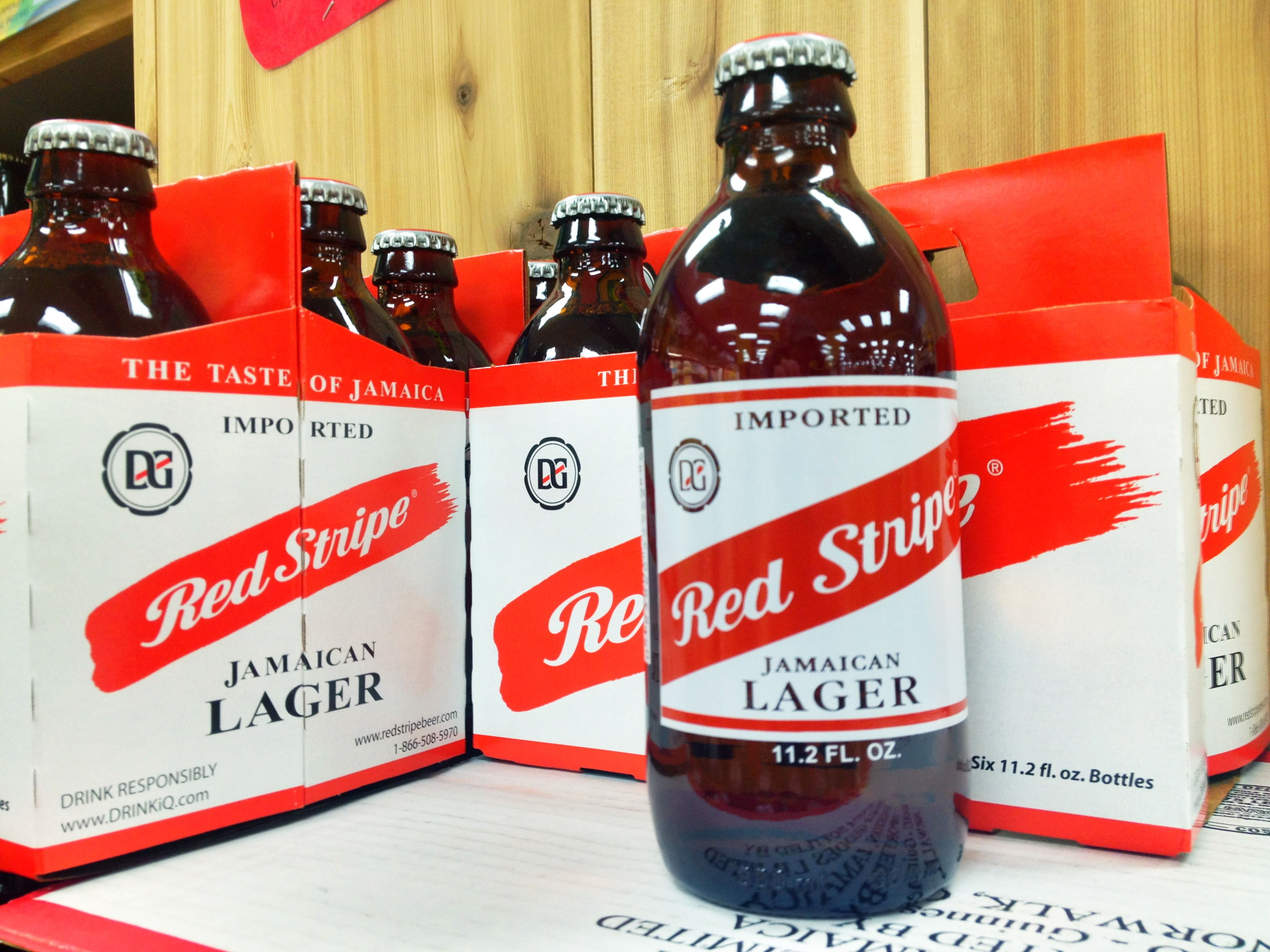
Red Stripe, Jamaica

Een aantal eilanden van de Caraïben hebben hun eigen unieke bier, alhoewel er een beperkt aantal verkrijgbare stijlen is. De meeste eilanden brouwen een eigen blonde lager, soms ook een stout en soms een malt-drank (niet-alcoholisch). Er worden op veel plaatsen ook bekende merken onder licentie gebrouwen (onder andere Grolsch, Heineken en Guinness Foreign Extra Stout).

## Landen

### Antigua en Barbuda
Er wordt pas sinds 1993 bier gebrouwen op Antigua. Na ruim drie eeuwen heerschappij werden Antigua en Barbuda in 1981 onafhankelijk. Het zou nog 12 jaren duren alvorens de eerste brouwerij werd opgestart op het eiland Antigua. Het hoofdgebouw van Brouwerij Antigua (Antigua Brewery) werd gebouwd in 1993 met koperen brouwketels die in 1955 in Duitsland vervaardigd werden. Het grootste probleem op het eiland is zuiver water. Om in de benodigde waterbehoefte te voorzien heeft de brouwerij een eigen ontziltingsinstallatie die zeewater zuivert, vandaar ook dat de brouwerij aan de kust ligt. De brouwerij is in handen van de Cervecería Nacional Dominicana. Het belangrijkste bier van de brouwerij is Wadadli, een blond lager. De naam van het bier verwijst naar de oude naam van het eiland.

### Amerikaanse Maagdeneilanden
Op het eiland Saint Croix zijn twee brouwerijen, allebei in Christiansted. De grootste is de Virgin Islands Brewing Co., die Blackbeard Ale en Foxys Lager op de markt brengt. Blackbeard Ale is ook verkrijgbaar in verschillende Amerikaanse staten en Puerto Rico. De tweede brouwerij is een microbrouwerij, Fort Christian Brew Pub (opgericht in 2000) die verschillende ales, stout en porter brouwt.

Op het eiland Saint John bevindt zich St.John Brewers te Cruz Bay. Deze microbrouwerij brouwt ook meerdere ales en een IPA.

### Aruba
In 1998 werd Brouwerij Nacional Balashi opgericht te Oranjestad. Het nationale merk Balashi, een blonde lager van 5% werd vanaf 1999 op de markt gebracht. Het bier wordt ook geëxporteerd naar Curaçao en Bonaire. De brouwerij brouwt ook Grolsch Lager onder licentie.

### Bahama's
Kalik, een blonde lager, is het nationale bier van de Bahama's, met een marktaandeel van meer dan 50% . Kalik wordt gebrouwen door de Commonwealth Brewing Ltd (eigendom van Heineken. Er bestaan vier versies: Kalik Gold (7%), Kalik Light (4,9%) en Kalik Regular (5%).

### Barbados
In Barbados bevindt zich de Banks Barbados Brewery die opgericht werd in 1961.  De brouwerij brouwt Banks, een blonde lager, Banks Amber Ale en Tiger Malt (een niet-alcoholische malt-drank).

### Cuba
Het jaarlijks bierverbruik in Cuba bedraagt 21,1 liter per inwoner (2011). De grootste brouwerij Cerveceria Bucanero S.A. werd in Holguín gebouwd in de late jaren 1980 met Duitse technologie. De brouwerij is sinds 1997 een joint-venture tussen Labatt (het huidige AB InBev) en de Cubaanse staat en heeft een capaciteit van 1,5 miljoen hl per jaar. De populairste merken zijn Bucanero, Cristal en Mayabe. De eerste twee worden ook geëxporteerd.

### Dominica
Het nationale bier van Dominica is Kubuli, een amberkleurig lager, gebrouwen door de Dominica Brewery & Beverages Ltd. De brouwerij werd operationeel in oktober 1995 te Roseau.

### Dominicaanse Republiek
De grootste brouwerij van het land is de Cervecería Nacional Dominicana die sinds april 2012 voor 51% in handen is van AB InBev. De brouwerij werd opgericht in 1929 door de Amerikaanse zakenman Charles A. Wanzer en is met een productie van 3,8 miljoen hl per jaar de grootste van de Antillen. De belangrijkste biermerken zijn Presidente dat uitgebracht werd in 1935, Presidente Light, Bohemia Especial, The One en Quisqueya.

### Jamaica
Red Stripe is het populairste Jamaicaans bier dat ook internationaal bekend is. Het is een blond lager, gebrouwen door Desnoes & Geddes (eigendom van Diageo) te Kingston. Het bedrijf produceert ook Guinness Foreign Extra Stout, Red Stripe Light, Dragon Stout, Kingston Beer en Malta, een niet-alcoholische malt-drank.

### Puerto Rico
Medalla Light, gebrouwen bij Compañía Cervecera de Puerto Rico, is het populairste bier in Puerto Rico. Het bedrijf brengt ook Silver Key Light (sinds juni 2010) en Magna Special Craft, een premium bier (sinds augustus 2011) en Malta India (een niet-alcoholische malt-drank) op de markt.

## Bieren
- Amstel Bright - Curaçao
- Balashi - Aruba
- Banks - Barbados
- Bière Lorraine - Martinique
- Blackbeard Ale - Amerikaanse Maagdeneilanden
- Bucanero - Cuba
- Carib - Trinidad en Tobago
- Caybrew - Kaaimaneilanden
- Corsaire Bière - Guadeloupe
- Hairoun - Saint Vincent en de Grenadines
- Kalik - Bahama's
- Kubuli - Dominica
- Medalla Light - Puerto Rico
- Piton - Saint Lucia
- Presidente - Dominicaanse Republiek
- Prestige - Haïti
- Red Stripe - Jamaica
- Skol - Saint Kitts en Nevis
- Turk's Head - Turks- en Caicoseilanden
- Wadadli - Antigua en Barbuda